# روبرت ویتک
روبرت ویتک {اسلواکی: Róbert Vittek؛ (زادهٔ ۱ آوریل ۱۹۸۲) بازیکن فوتبال اهل اسلواکی است.
وی همچنین در تیم ملی فوتبال اسلواکی بازی کرده‌است.